# Cité-jardin de Reims
Le présent article reprend l’historique des cités-jardins de Reims.

## Historique
À la sortie de la Première Guerre mondiale, la ville de Reims est détruite à près de 80 %.
La municipalité de l’époque et son maire Charles Roche firent appel au major de l'armée américaine George Burdett Ford qui élabore un plan de reconstruction ambitieux, le plan « Ford » retenu par le conseil municipal, le 5 février 1919. Il prévoyait de créer une douzaine de cités-jardins. Elles devaient être reliées entre elles par une ceinture verte de parcs destinés à séparer les quartiers d'habitation des zones industrielles.
Avant la guerre, le patronat local, par son représentant Georges Charbonneaux, s’était déjà emparé du sujet préoccupant de la question du logement ouvrier. Il avait fondé le Foyer Rémois, société anonyme d’habitations à bon marché, avec plusieurs industriels qui appartenaient à la tradition du catholicisme social. Un premier projet, de 36 logements individuels, a été réalise avant guerre et un second projet de 40 logements supplémentaires étaient en cours de construction avant d’être anéantis par les bombardements.
Lorsque tous les problèmes liés aux indemnisations, financements, arbitrages urbanistiques ont été résolus, les constructions ont pu démarrer et permettre la réalisation de 11 des 12 projets de cités-jardins envisagés dans le cadre de la reconstruction de Reims.
Au-delà de la reconstruction, le concept de Cité-jardin ne sera pas abandonné et donnera lieu à plusieurs autres réalisations au fil du temps avec un aménagement du concept.

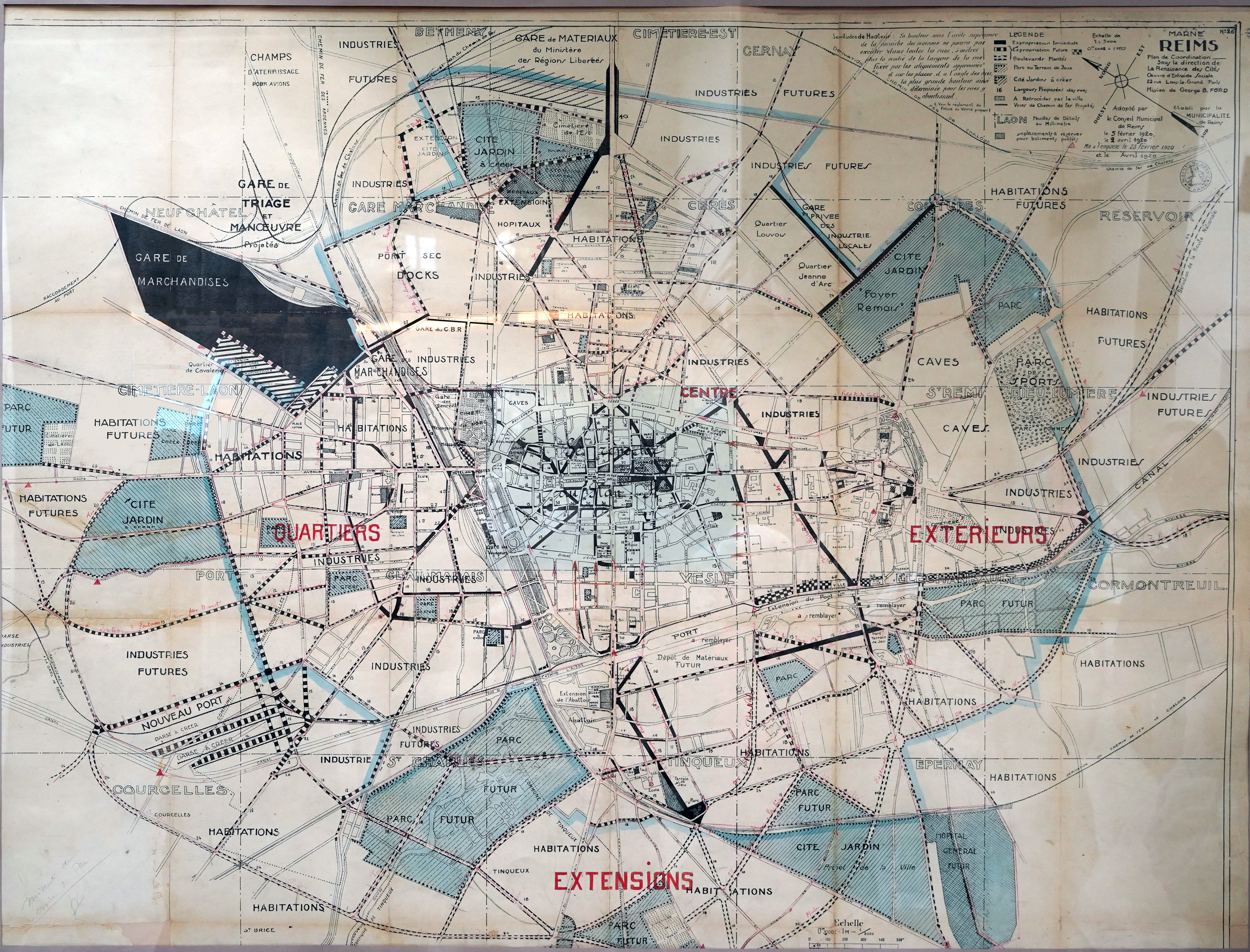
Plan de George Burdett Ford reconstruction de Reims.
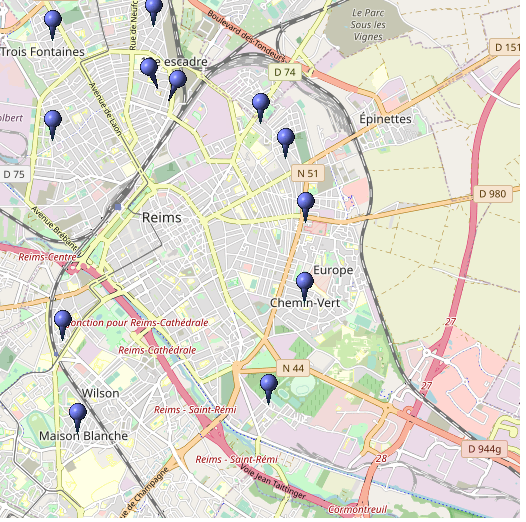
Reims les Cités-jardins.

## Les premières cités-jardins de la Reims avant la Grande Guerre

### Cité Charles Arnould
Dès 1913, le Foyer Rémois réalise un premier projet, de 36 logements individuels dans le quartier Charles Arnould.

### Cité Brimontel
De même avant 1914, le Foyer rémois débute la construction de 40 logements.

## Les cités-jardins de la reconstruction

### Cité des Trois-Fontaines ou Charles Arnould
49° 15′ 59″ nord, 4° 00′ 48″ est
La Cité-jardin Trois-Fontaines du Foyer Rémois date de 1924. Elle est conçue par l'architecte Jean de la Morinerie.
Comme la cité du chemin vert, elle comportait une maison commune qui est devenue, en 1945, la Maison des Compagnons du Devoir à Reims.

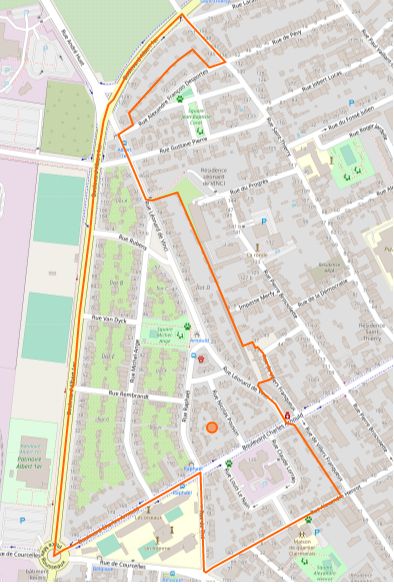
Contour de la Cité-jardin Charles Arnould sous OSM.
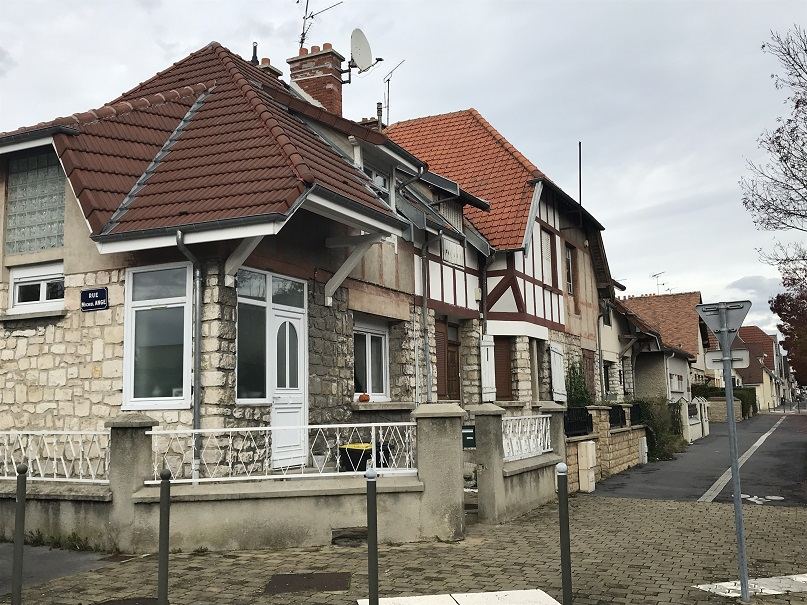
Maisons quadruples jumelées de la cité-jardin Trois-Fontaines ou Charles Arnould.
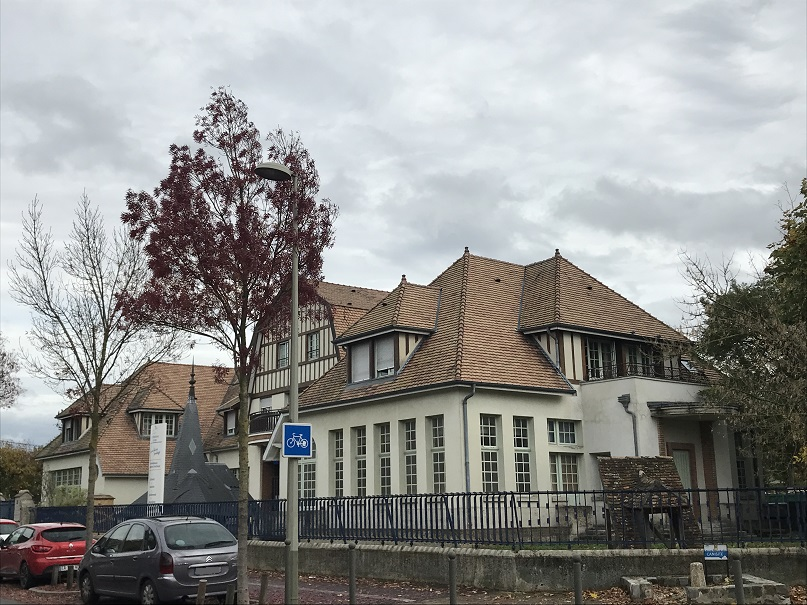
Maison des Compagnons du Devoir.

Elle accueille 324 logements.

### Cité Brimontel
49° 16′ 15″ nord, 4° 01′ 59″ est
Interrompue par la Grande Guerre, la construction de la cité Brimontel a pu reprendre en  1920 par le  Foyer rémois.
67 logements ont ainsi été construits.

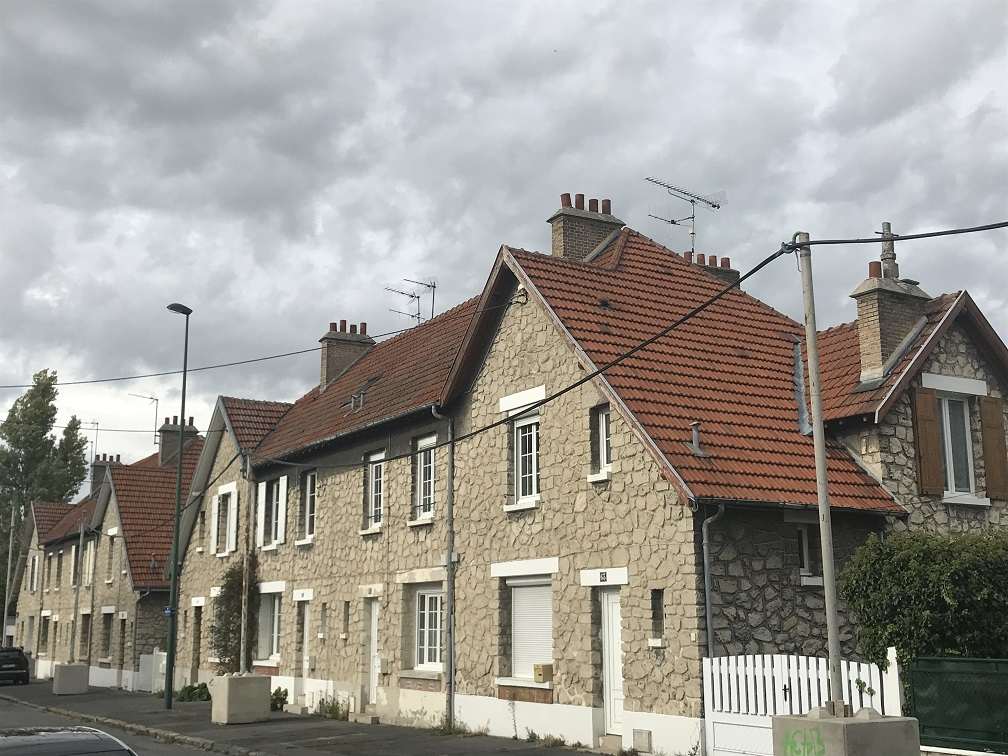
Maison de la cité Brimontel rue Desbureaux.
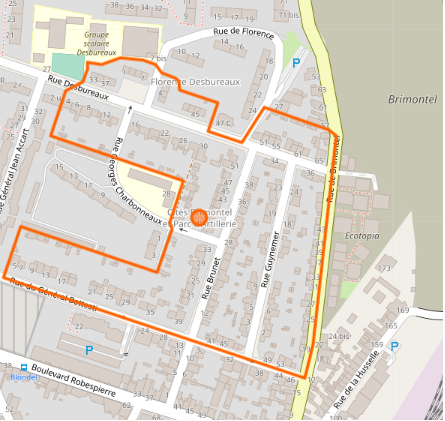
Contour Cité Brimontel et Parc d'Artillerie.

### Cité du Parc de l'Artillerie
49° 16′ 20″ nord, 4° 01′ 53″ est
La cité du Parc d’Artillerie a été réalisée par l’architecte Abel Robert en 1920. Elle est proche de la cité Brimontel.
C'est encore une construction de 60 logements par le Foyer Rémois pour loger le personnel militaire des casernes voisines.

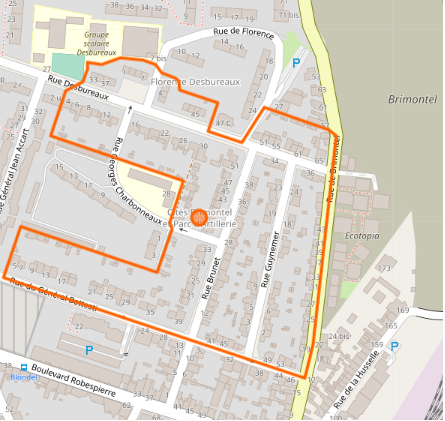
Contour Cité Brimontel et Parc d'Artillerie.

### Cité Maison-Blanche
49° 14′ 01″ nord, 4° 01′ 03″ est
La Cité-jardin Maison-Blanche, ayant l’OPHBM de Reims comme maître d’ouvrage, est construite par les architectes rémois Edmond Herbé (1864-1960) et Maurice Deffaux (1884-1926).
Le permis de construire est déposé en 1924.
Le style architectural privilégié est un style régionaliste basco-landais.
Pour réduire les coûts, les maisons sont jumelés par 2 ou par quatre.
Par manque de fonds, seule la construction de 324 logements est réalisée de 1925 à 1930, sur les 590 logements prévus.
Les noms des voies de la cité rendent hommage aux départements et communes qui ont fait des dons dès 1915 pour la Reconstruction de Reims.
La Cité-jardin Maison-Blanche est labellisée « Patrimoine du XXe siècle ».

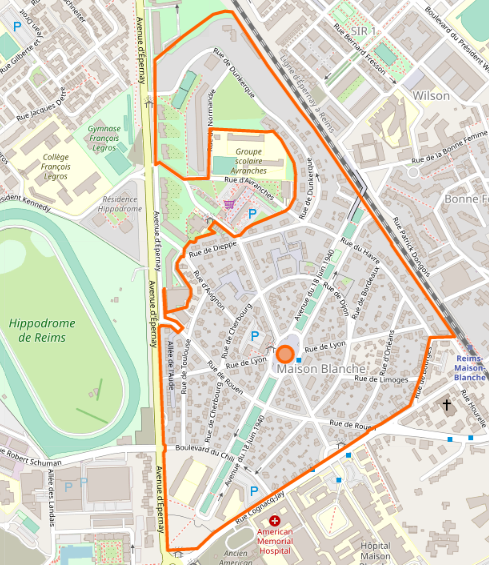
Contour de la Cité-jardin Maison Blanche sous OpenStreetMap.
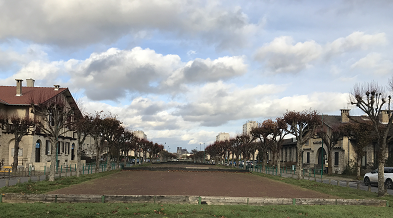
Cité Maison Blanche, avenue du 18 Juin 1940.
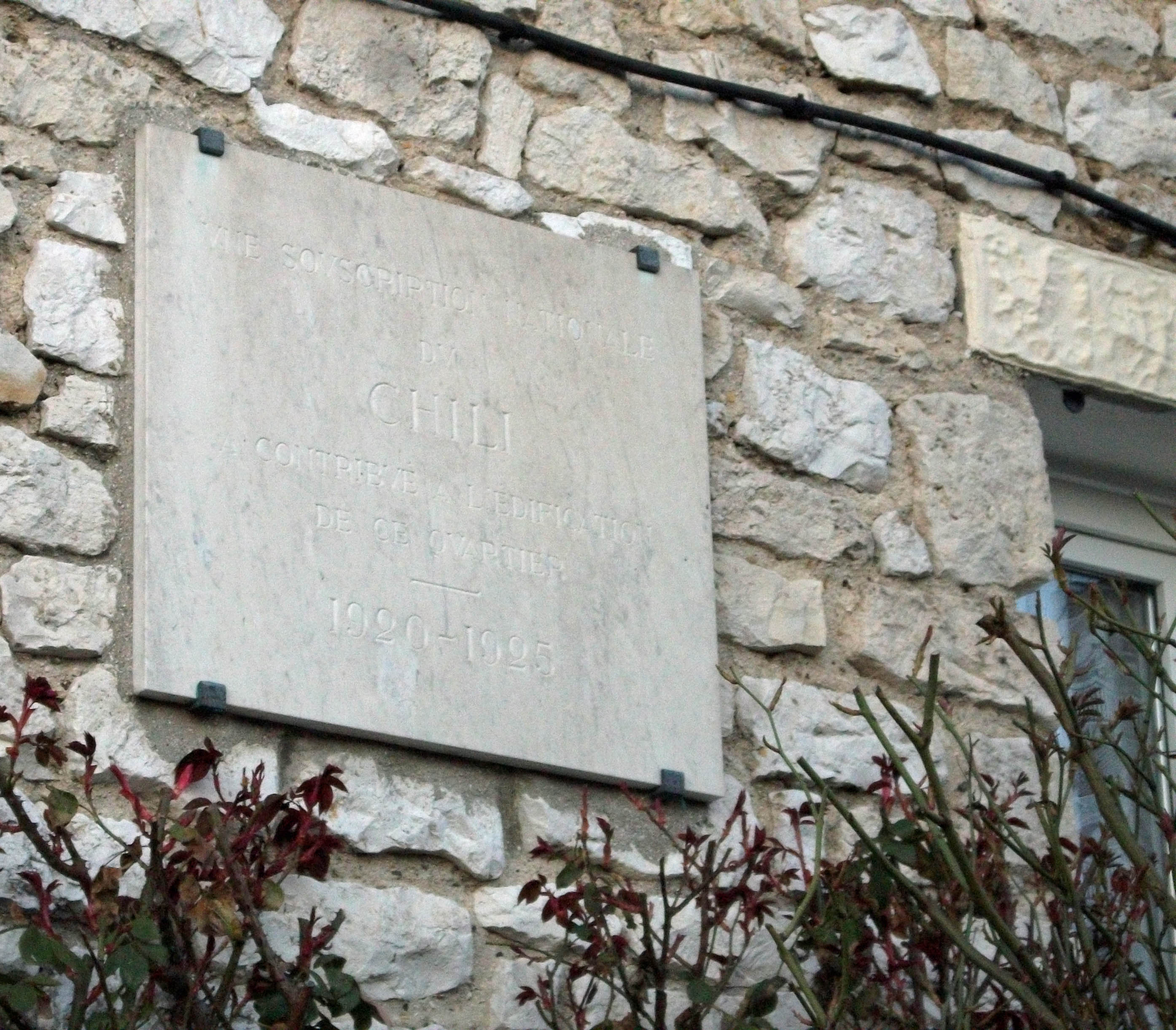
Plaque Chili.
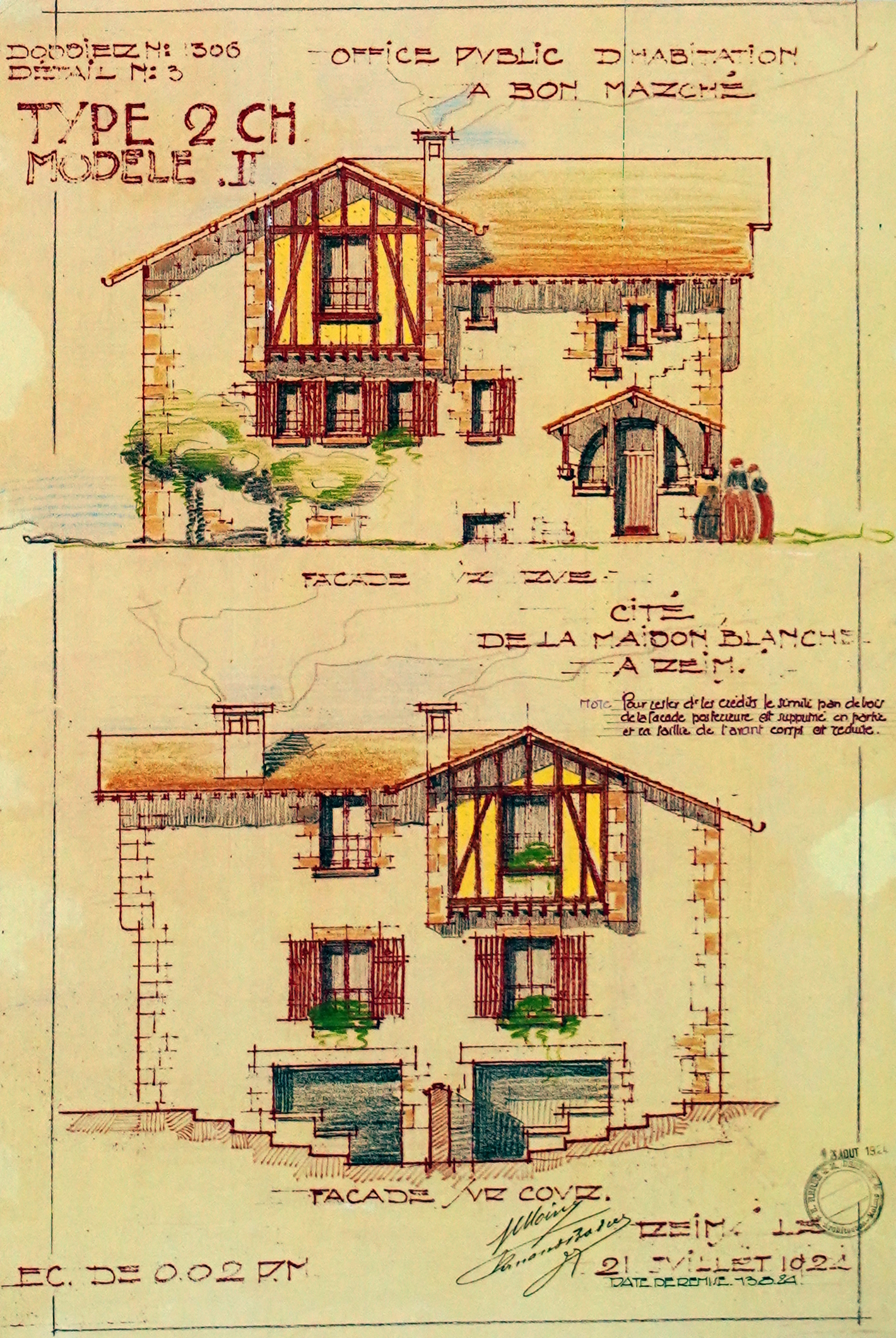
Plan de 1924 d'une maison à deux chambres.
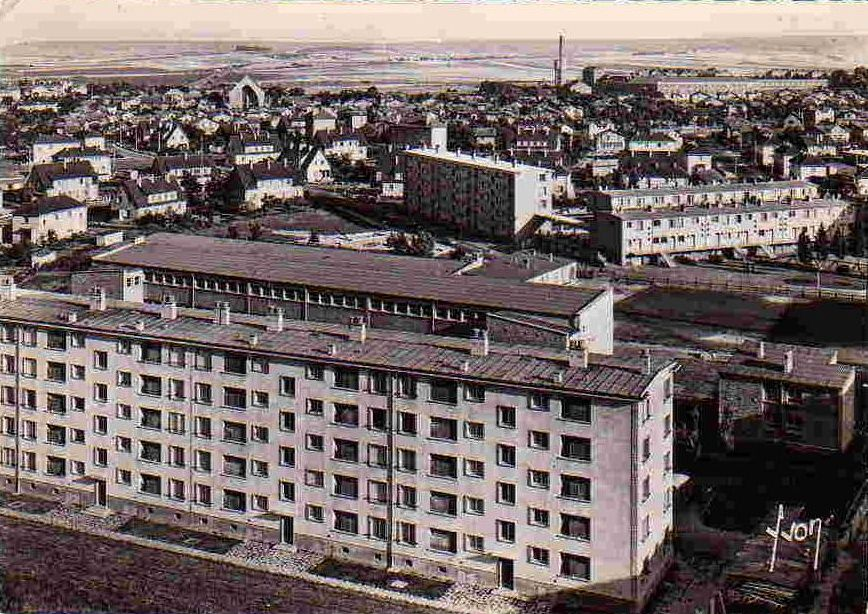
Vue général avec l'église Saint-Louis.

### Cité Mulhouse
49° 14′ 38″ nord, 4° 00′ 54″ est
La cité Mulhouse, comprend 78 logements, édifiés pour le Crédit Immobilier et destinés à l’accession à la propriété.
L’architecte en est le Rémois Edmond Herbé. Les pavillons sont doubles ou simples.
Le style architectural privilégié est un style régionaliste basco-landais.

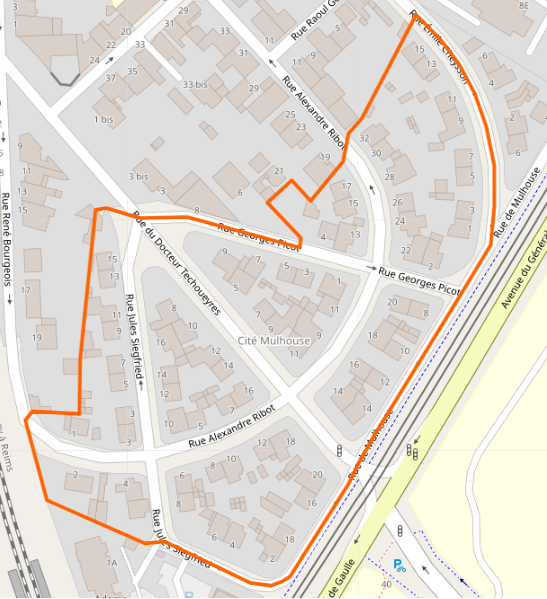
Contour Cité-jardin Mulhouse sur carte OpenStreetMap.
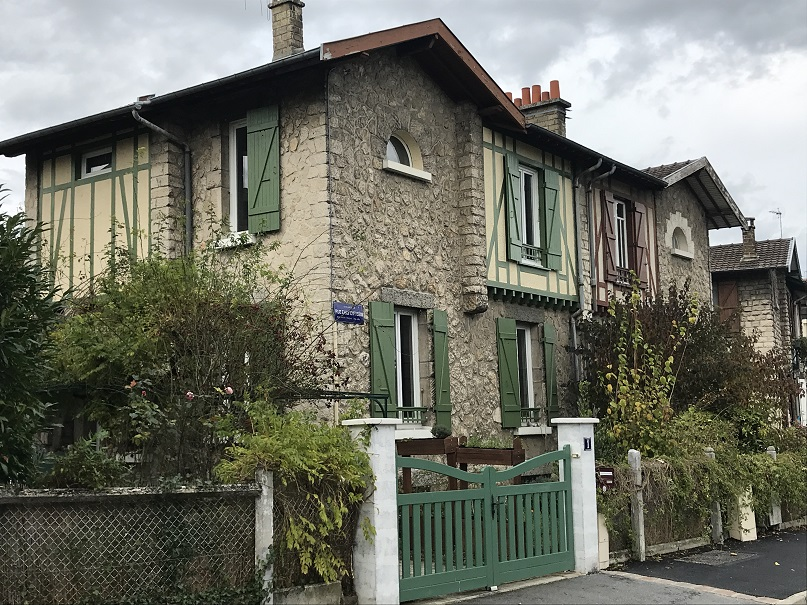
Maison double de la Cité-jardin Mulhouse.

### Cité Gauthier
49° 16′ 39″ nord, 4° 00′ 48″ est
La cité Gauthier est réalisée à l’initiative de la maison de Champagne Gauthier d’Épernay.
Elle a conduit à la construction de 96 logements, de l'architecte Marcel Oudin et réalisés en 1925.

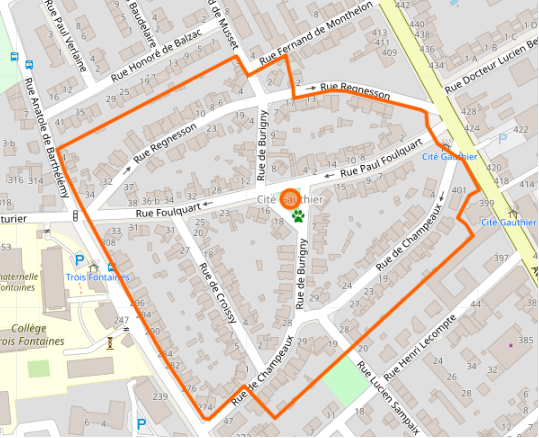
Contour de la Cité-jardin Gauthier sur carte OpenStreetMap

### Cité de la Charonnière ou Saint-Léonard
49° 14′ 12″ nord, 4° 03′ 02″ est
La cité-jardin Saint-Léonard de l'architecte Robert Jactat (1885-1980) est constituée de 44 maisons construite par le Foyer rémois dans les années 1920.

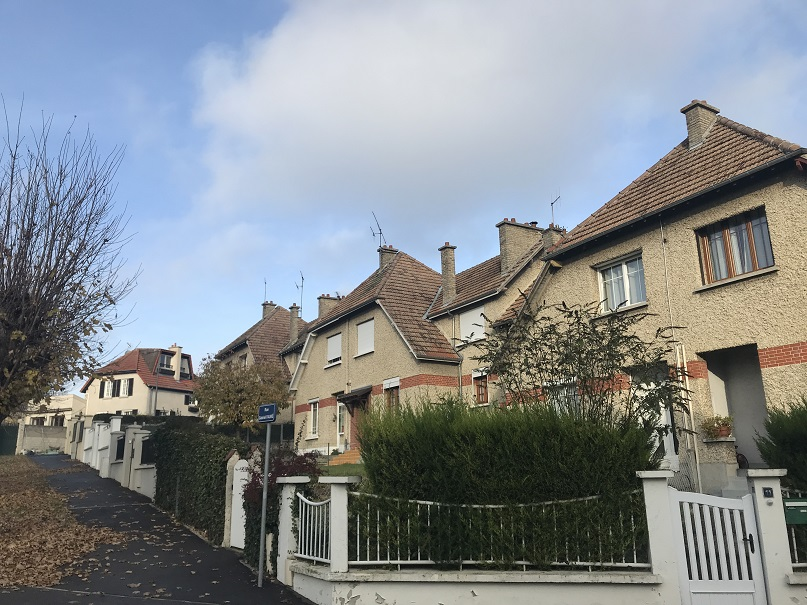
Cité Saint-Léonard.
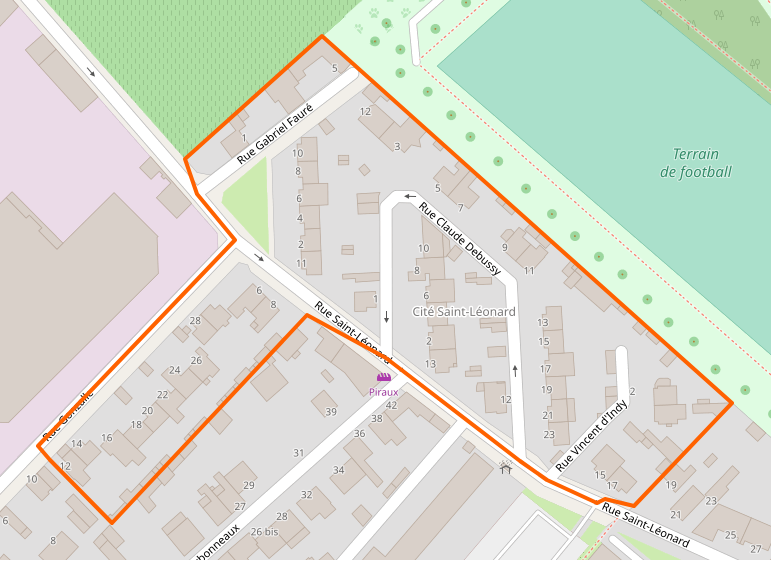
Contour Cité-jardin de la Charonnière ou Saint-Léonard sous OSM

### Cité du Chemin Vert
49° 14′ 54″ nord, 4° 03′ 24″ est
La cité du Chemin Vert est la première cité-jardin, de par sa taille, construite par le Foyer Rémois entre 1920 et 1925. Elle comprend 600 logements de l'architecte Jacques Marcel Auburtin.
Les maisons sont de style néo-alsacien. 

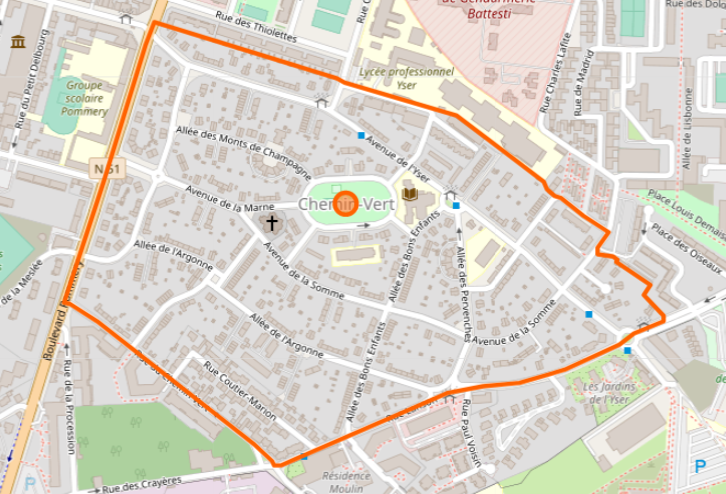
Contour de la Cité-jardin du Chemin Vert sous OpenStreetMap.
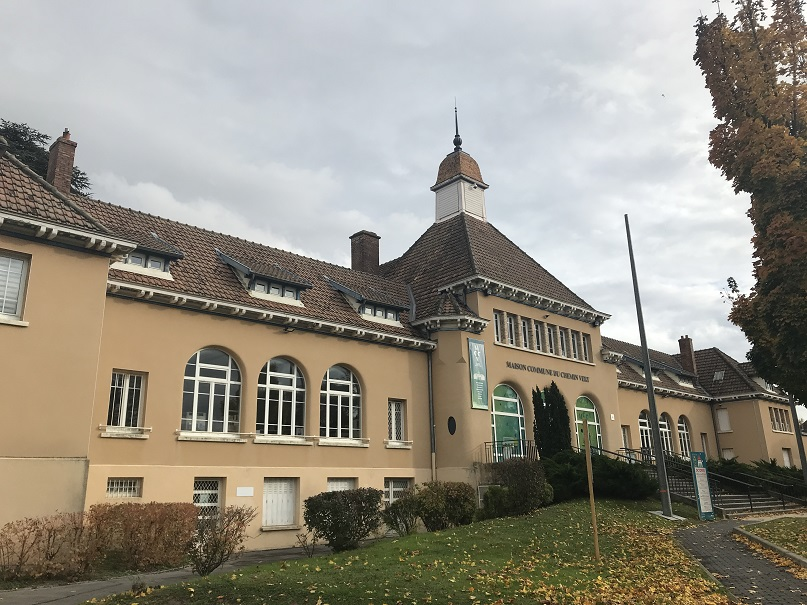
Maison commune de la cité-jardin du chemin Vert.

### La cité Cérès ou cité de l’Atteignant
49° 15′ 52″ nord, 4° 03′ 12″ est
La cité Cérès ou cité de l’Atteignant est construite par l'architecte Maurice Brissart.
81 logements ont été réalisés entre 1923 et 1930, le long de la rue de l’Atteignant.

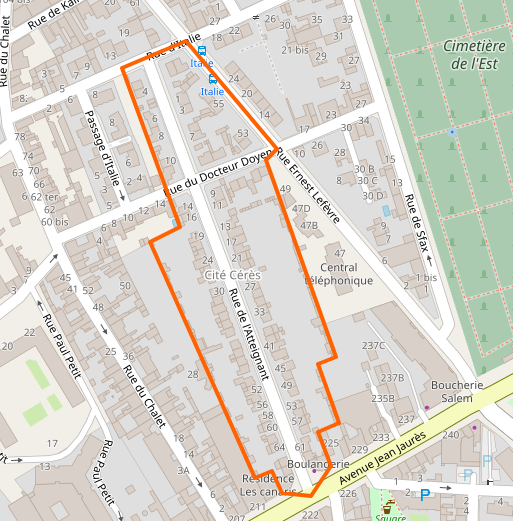
Contour de la Cité-jardin Cérès ou de l'Atteignant.
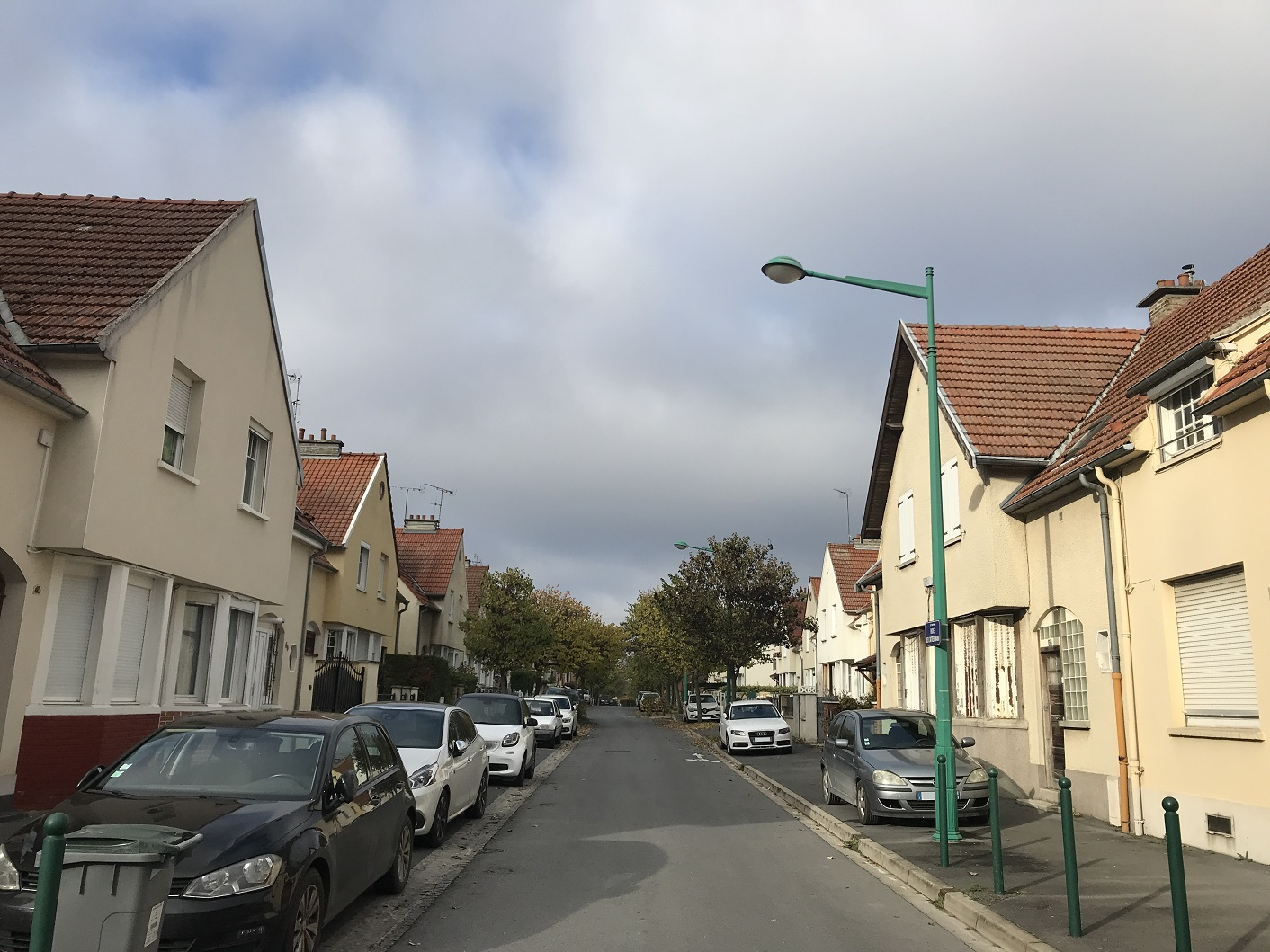
Cité Cérès.

### La cité du Chalet
49° 16′ 06″ nord, 4° 02′ 56″ est
La cité du Chalet est de l'architecte Abel Robert.

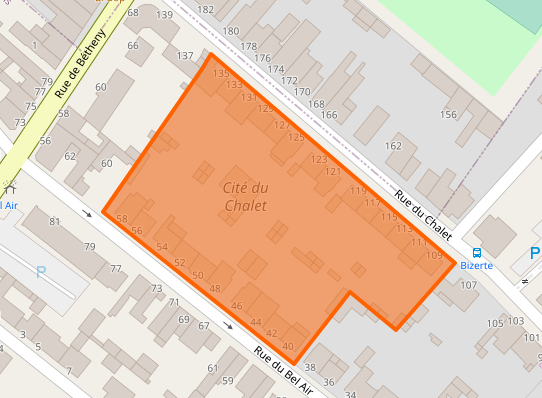
Contour de la Cité du Chalet.
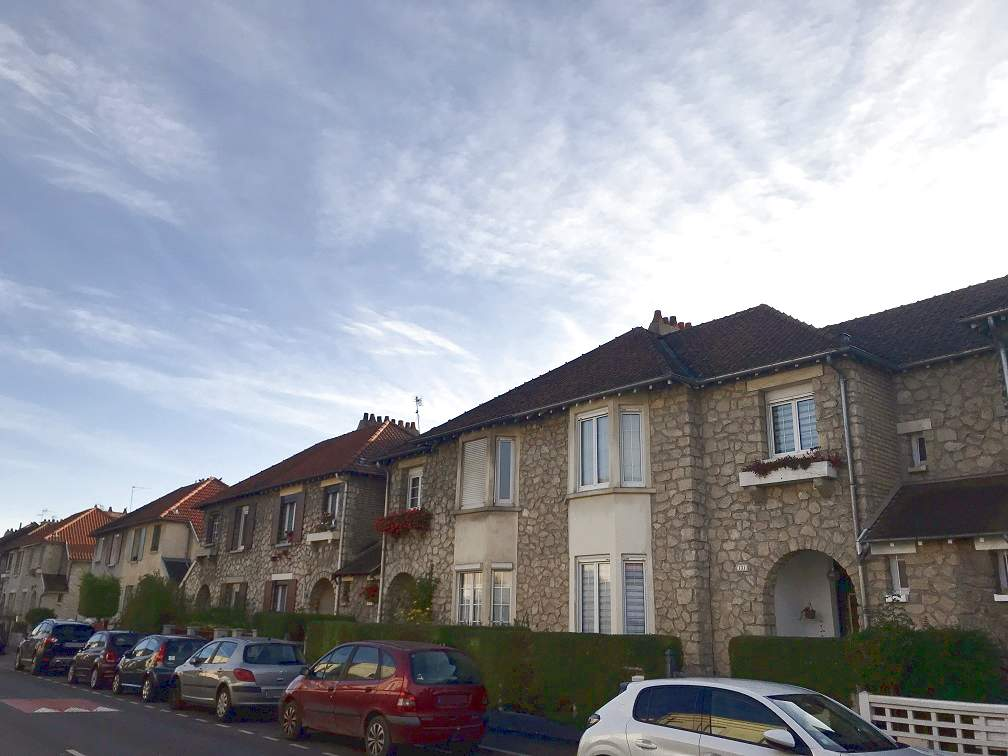
Cité-jardin du Chalet.

### La cité du Dépôt
49° 16′ 45″ nord, 4° 01′ 50″ est
Pour capter et fixer la main-d'œuvre, la compagnie de chemin de fer construit une cité-jardin pour loger une partie des employés à proximité des installations ferroviaires.

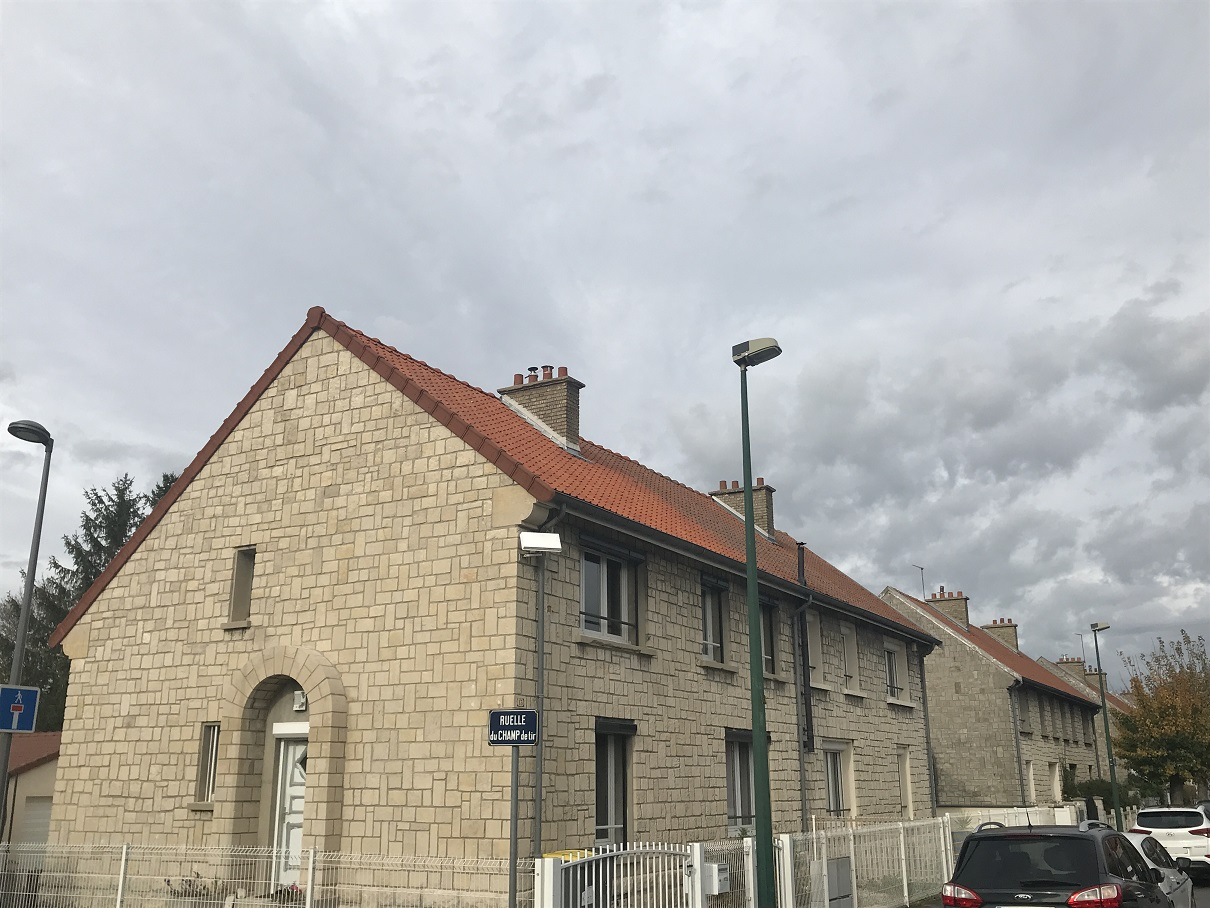
Cité du dépôt ruelle du Champ de tir.
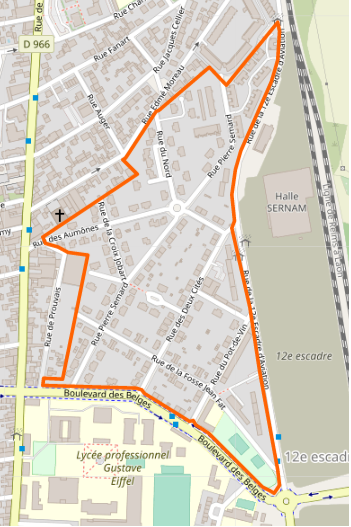
Contour Cité du dépôt

### Cité Warnier-David
49° 15′ 26″ nord, 4° 03′ 24″ est
La cité Warnier-David est construite par l'architecte Jacques Marcel Auburtin avec 16 logements le long du boulevard Pommery.

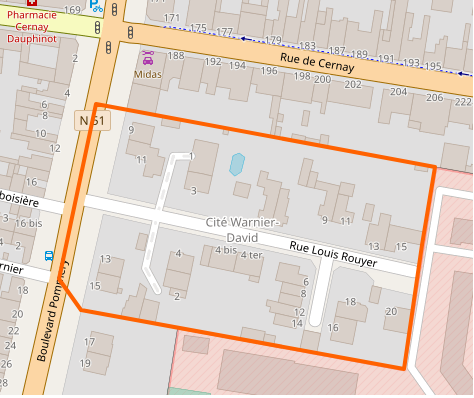
Contour Cité Warnier-David.
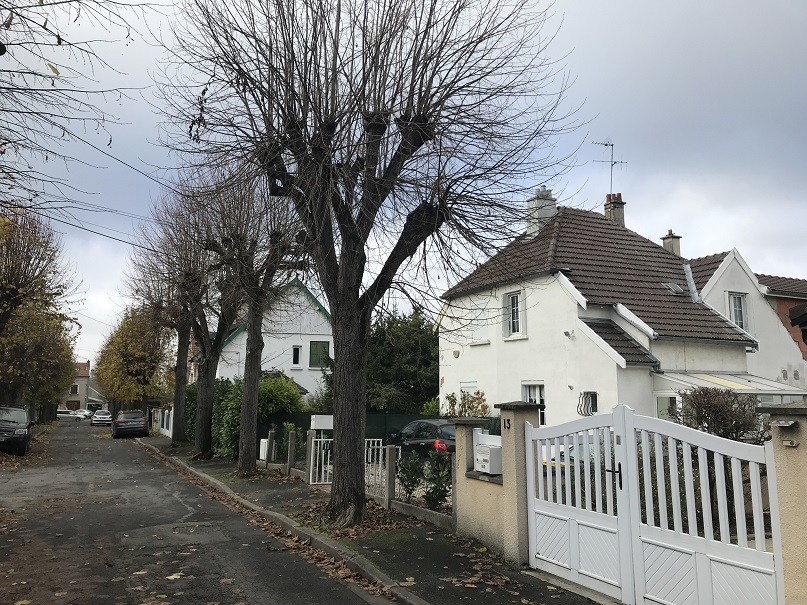
Cité Warnier-David.
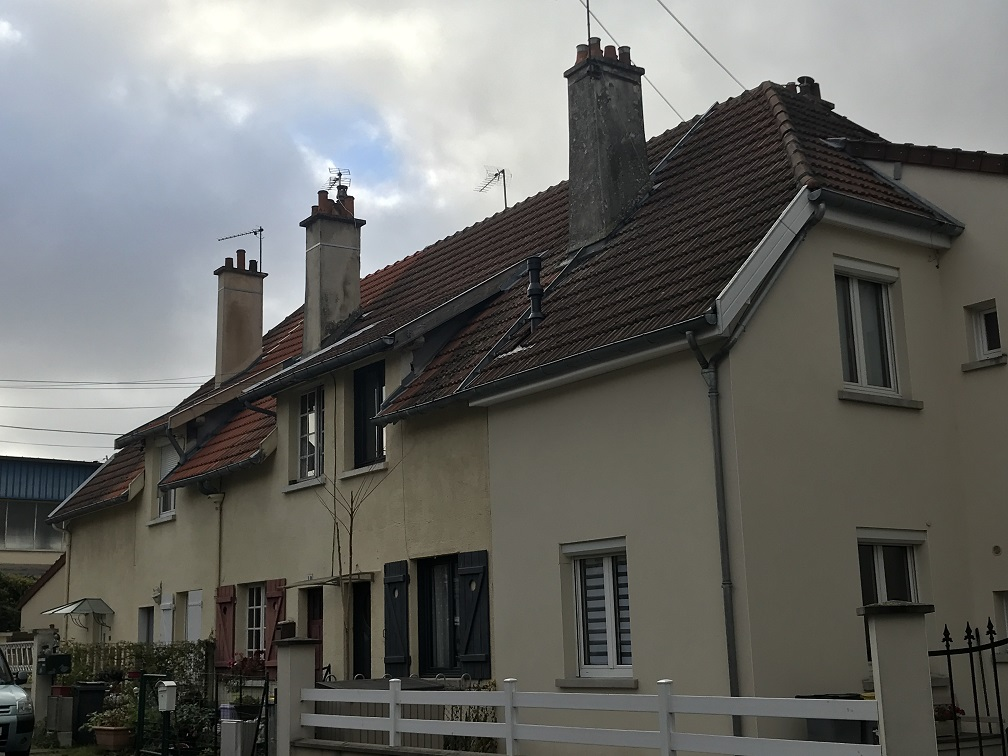
Maisons jumelées de la Cité Warnier-David.

## Les Cités dans l'esprit de la cité-jardin après la reconstruction

### Cité Petit Bétheny
Le Petit Bétheny est une cité-jardin construite par le Foyer Rémois en 2006.

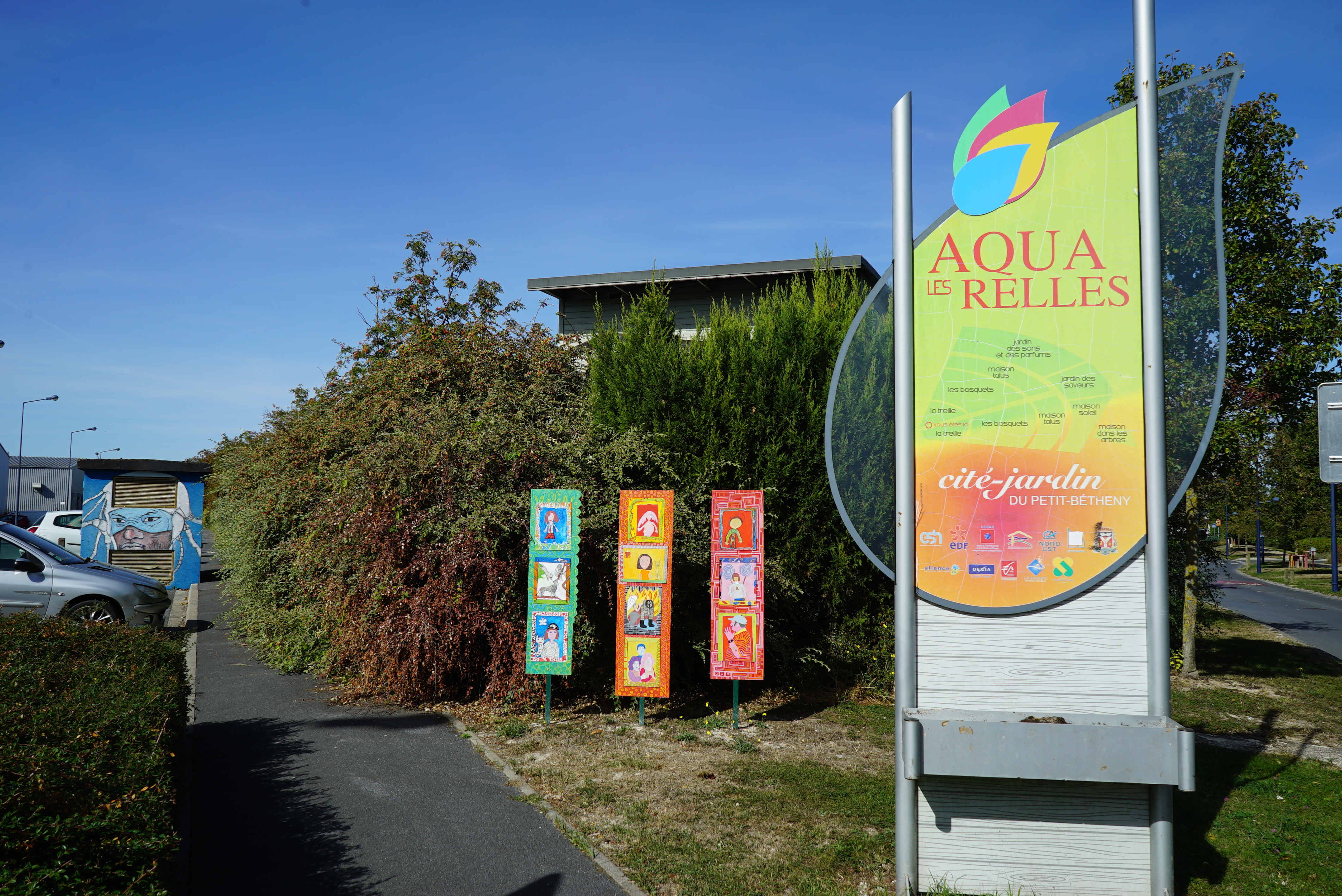